# Račetice
Račetice (německy Ratschitz) jsou obec v Ústeckém kraji v okrese Chomutov. Nachází se v mírně zvlněné krajině Žatecké pánve asi deset kilometrů jihovýchodně od Kadaně. Žije zde 489 obyvatel.
Vesnice existovala už na počátku třináctého století. Po celou svou historii bývala součástí větších panství a dominantním způsobem obživy obyvatel bylo zemědělství, které přetrvalo až do dvacátého století, kdy se zdejší jednotné zemědělské družstvo zaměřilo zejména na chov skotu a pěstování cibule.

## Název
Název vesnice je odvozen ze tvaru osobního jména Rak ve významu ves lidí Račatových. Poprvé se objevuje v latinském zápisu monast. Plas. Danieli episcopo cedit hereditatem in Rascediz v roce 1209. V průběhu dějin se v pramenech vyskytuje v různých podobách: Raczdedicz (1391), w Raczeniczych (1543), w Raczediczych (1518), Racziedicze (1545), Rotzedytz (1583), Racžicze (1654) nebo Ratschitz (1787).

## Historie
První písemná zmínka o vesnici pochází z roku 1209, kdy ji její tehdejší majitel, kterým byl klášter v Plasích, vyměnil s pražským biskupem Danielem II. za jiný majetek. Později se vesnice stala součástí hasištejnského panství a při jeho dělení v roce 1490 připadla Mikuláši III. Hasištejnskému z Lobkovic. Po jeho smrti došlo v roce 1518 k dalšímu dělení majetku. Část Račetic získal Zikmund Hasištejnský z Lobkovic, který ji hned následujícího roku prodal spolu s pětipeským panstvím Oplovi z Fictumu. Opl však utekl ze země, protože mu zde hrozil trest za padělání peněz. Jeho majetek byl v roce 1530 zabaven, brzy poté zastaven a roku 1547 prodán Albrechtu Šlikovi.
Od roku 1630 patřilo pětipeské panství i s Račeticemi Kryštofu Šimonu Thunovi. Podle berní ruly ve vsi žilo šest sedláků, kteří obdělávali 251 strychů polí z celkových 329 strychů. Veškerá půda se obdělávala a nebyly na ní žádné lesy. Kromě drobných zvířat rula uvádí celkem třicet krav, patnáct dobytčat, třináct ovcí, šestnáct koz a 55 prasat. Do roku 1757 se více než zdvojnásobil počet domů a pracovali zde krejčí, řezník a truhlář. Děti chodily do libědické školy. Nebyl zde žádný kostel, a proto lidé chodili na mše do Libědic, ale v roce 1770 na návsi postavili rokokovou kapli svatého Vojtěcha.

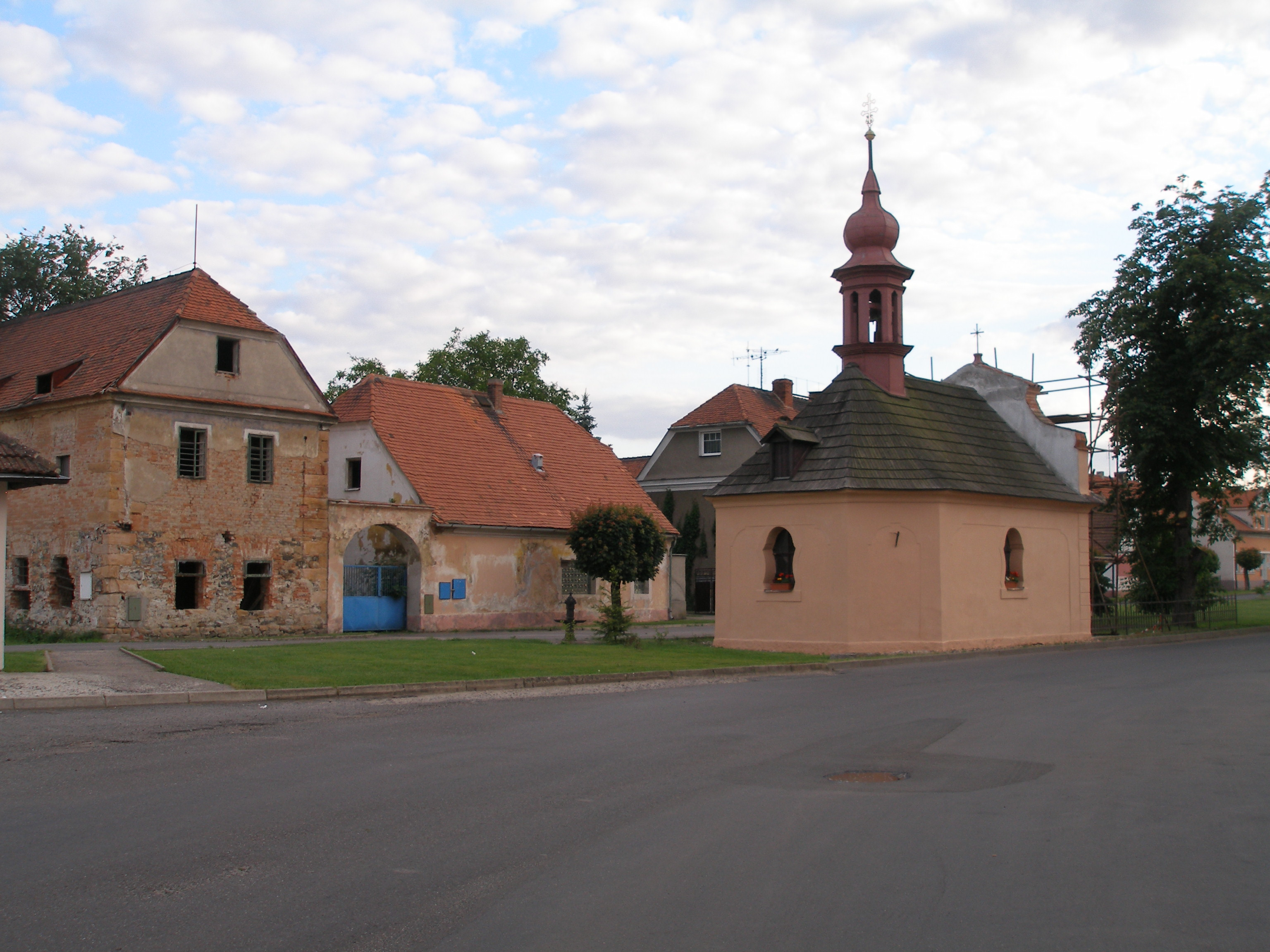
Náves s kostelem svatého Vojtěcha

Po zrušení poddanství zůstaly Račetice místní části Libědic a osamostatnily se až v roce 1874. V květnu 1901 zřídil vikář Spanuth račetický evangelický stacionář a v září stejného roku vznikl německý evangelický spolek, který nechal v roce 1903 postavit evangelickou kapli. Náklady ve výši dvanáct tisíc korun uhradil z veřejné sbírky.
Během pozemkové reformy v roce 1926 přišlo do Račetic 17 rodin z okolí Žamberka a Ledče nad Sázavou. Každé rodině bylo přiděleno 16–18 ha půdy získané rozdělením pozemků místního velkostatku. Hned v následujícím roce otevřeli českou školu a knihovnu. Po zabrání Sudet Německem v roce 1938 však většina Čechů odešla do vnitrozemí. Během druhé světové války byl v domě čp. 42 zřízen zajatecký tábor pro patnáct mužů, kteří přes den pracovali na polích. Po skončení války se Češi vrátili a uvolněné domy dostávali noví přistěhovalci.
V padesátých letech 20. století bylo založeno jednotné zemědělské družstvo, které patřilo mezi nejlepší v celém okrese a jako ukázkový příklad hospodaření bylo navštěvováno zahraničními delegacemi. Postupně se spojilo s družstvy v Libědicích, Pětipsech, Lestkově a Čejkovicích. Od roku 1976 pod názvem JZD Nástup se sídlem v Račeticích hospodařilo na 3 043 ha (z toho na 2 864 ha orné půdy a 16 ha chmelnic). Družstvo se zaměřovalo na chov skotu a pěstování obilí a cibule, jejíž velká část se vyvážela do NSR. Vzhledem k poloze ve srážkovém stínu Krušných hor byla v okolí Račetic vybudována rozsáhlá závlahová síť napájená ze Sedleckého rybníka s přečerpávací stanicí v bývalé pískovně nad vesnicí. V roce 1984 byl zprovozněn vodovod, který přivádí vodu z okolí Konic, protože voda v místních studnách nevyhovovala hygienickým požadavkům.

## Přírodní poměry

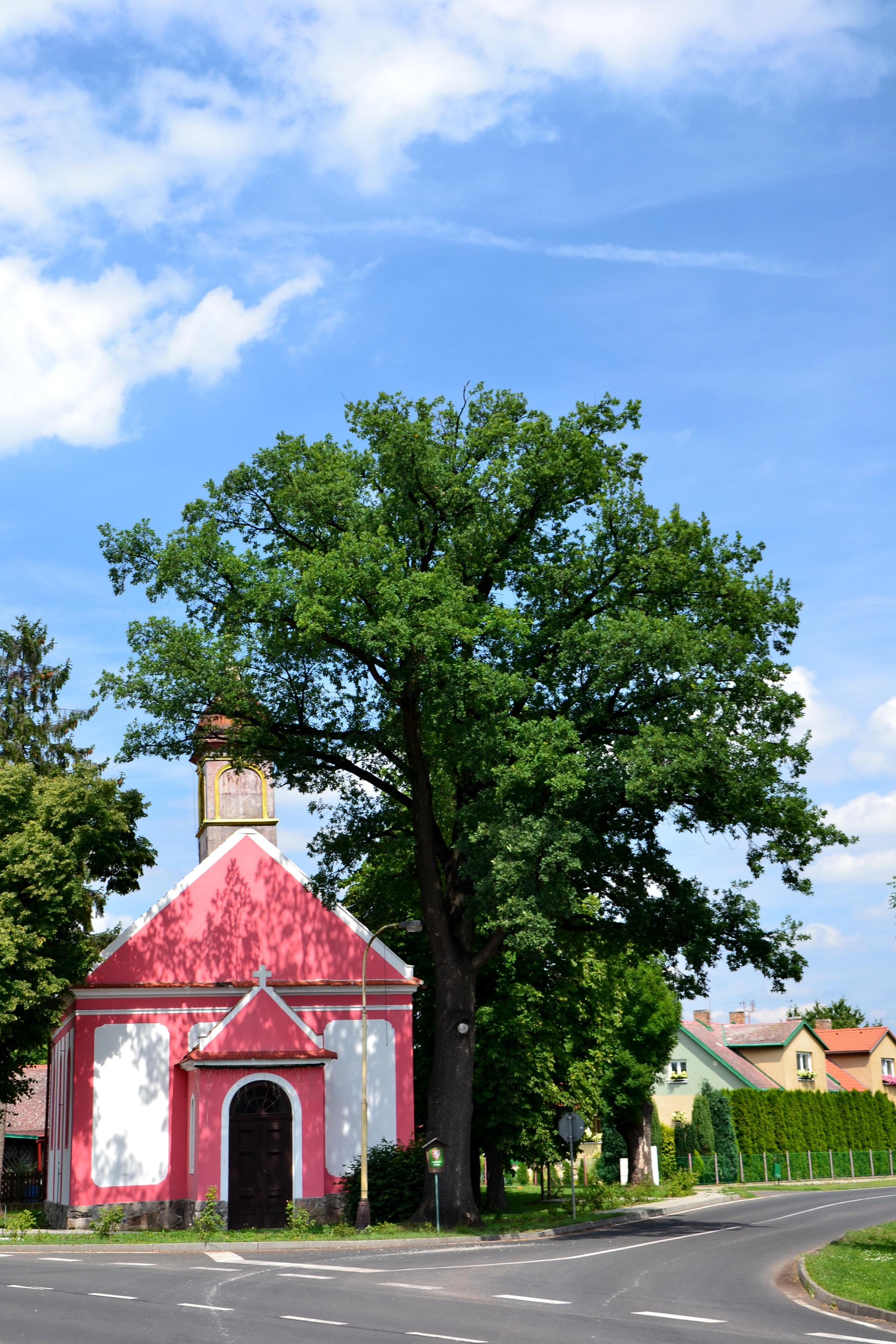
Račetický dub s evangelickou kaplí

Račetice stojí asi osmnáct kilometrů jihozápadně od Chomutova a deset kilometrů jihovýchodně od Kadaně v katastrálním území Račetice s rozlohou 3,86 km². Jeho geologické podloží tvoří eocenní, oligocenní a miocennípísky, jíly, křemence a podřadně uhelné sloje, které jsou překryté čtvrtohorními sedimentárními horninami. Z geomorfologického hlediska je území součástí celku Mostecká pánev, podcelku Žatecká pánev a okrsku Pětipeská kotlina. Reliéf je plochý a nejvyšším bodem území je bezejmenná kóta s nadmořskou výškou 303,5 metru (305 metrů) asi jeden kilometr jihovýchodně od vesnice. V půdním pokryvu převažuje půdní typ černozem modální vyvinutá na spraších, ale v jizápadní části území se objevuje také smonice modální na slínech.
Katastrálním územím neprotéká žádný vodní tok, ale celá oblast je mírně ukloněná k severu do údolí říčky Liboc, a patří tedy k povodí Ohře. Jedinou vodní plochou je umělá vodní nádrž na návrší jihovýchodně od vesnice.
V rámci Quittovy klasifikace podnebí Račetice stojí v teplé oblasti T2, pro kterou jsou typické průměrné teploty −2 až −3 °C v lednu a 18–19 °C v červenci. Roční úhrn srážek dosahuje 550–700 milimetrů, počet letních dnů je 50–60, počet mrazových dnů se pohybuje mezi 100–110 a sněhová pokrývka zde leží průměrně 40–50 dnů v roce.
U evangelické kaple roste památný strom Račetický dub. Je to dub letní s výškou dvacet metrů a obvodem kmene 300 centimetrů.

## Obyvatelstvo
Při sčítání lidu v roce 1921 zde žilo 280 obyvatel (z toho 136 mužů), z nichž bylo 53 Čechoslováků, 222 Němců a pět cizinců. Kromě 45 evangelíků patřili ostatní k římskokatolické církvi. Podle sčítání lidu z roku 1930 měla vesnice 322 obyvatel: 119 Čechoslováků, 202 Němců a jednoho příslušníka jiné národnosti. Náboženská struktura byla pestřejší. Stále převládala římskokatolická většina, ale kromě 35 evangelíků zde žilo 27 členů církve československé, dva členové jiných církví a jeden člověk bez vyznání.
| Rok            | 1869 | 1880 | 1890 | 1900 | 1910 | 1921 | 1930 | 1950 | 1961 | 1970 | 1980 | 1991 | 2001 | 2011 | 2021 |
| -------------- | ---- | ---- | ---- | ---- | ---- | ---- | ---- | ---- | ---- | ---- | ---- | ---- | ---- | ---- | ---- |
| Počet obyvatel | 253  | 311  | 282  | 260  | 235  | 280  | 322  | 173  | 129  | 169  | 154  | 225  | 236  | 383  | 387  |
| Počet domů     | 36   | 44   | 44   | 46   | 46   | 46   | 62   | 64   | 51   | 48   | 52   | 75   | 82   | 130  | 132  |

## Obecní správa
Až do reformy územní správy v roce 1960 se Račetice nacházely v okrese Kadaň a po jeho zrušení se staly součástí okresu Chomutov. Při sčítání lidu v roce 1869 byly osadou obce Libědice, ale v letech 1880–1950 byly samostatnou obcí. Při sčítání v letech 1961–1990 patřily jako část obce k Pětipsům a od 24. listopadu 1990 jsou opět obcí.

## Doprava
Račeticemi vede silnice II/224 z Kadaně do Podbořan, ze které zde odbočují silnice III. třídy č. 22422 do Libědic a č. 22417 do Vilémova a Radonic. Na východním okraji návsi se nachází zastávka autobusové linkové dopravy. Nejbližší pravidelně obsluhovaná železniční stanice je podbořanské nádraží na železniční trati Plzeň–Žatec. Vesnicí ani jejím katastrálním územím nevede žádná turisticky značená trasa ani cyklotrasa.

## Pamětihodnosti
Na návsi stojí rokoková kaple svatého Vojtěcha postavená v roce 1770. Má obdélný půdorys s trojbokým závěrem na východě a tabulovým štítem na západě. Osvětlují ji kasulová okna. Uvnitř je výklenkový oltář se sochou svatého Vojtěcha a soškami Panny Marie. Některé z domů na návsi, vzájemně spojených branami dvorů, jsou pozdně barokního původu. Na domě čp. 26 je umístěna socha svatého Jana Nepomuckého z konce 18. století.